# Opius kibunguensis
Opius kibunguensis är en stekelart som beskrevs av Maximilian Fischer 1972. Opius kibunguensis ingår i släktet Opius och familjen bracksteklar. Inga underarter finns listade i Catalogue of Life.